# Lijst van planetoïden in de baan van de Aarde
Dit is een lijst van Planetoïden in een baan dicht bij de Aarde (Aardscheerders).
- (1566) Icarus
- (1620) Geographos
- (1685) Toro
- (1862) Apollo
- (1863) Antinous
- (1864) Daedalus
- (1865) Cerberus
- (1866) Sisyphus
- (1981) Midas
- (2062) Aten
- (2063) Bacchus
- (2100) Ra-Shalom
- (2101) Adonis
- (2102) Tantalus
- (2135 Aristaeus
- (2201) Oljato
- (2212) Hephaistos
- (2329) Orthos
- (2340) Hathor
- (3103) Eger
- (3200) Phaethon
- (3360) 1981 VA
- (3361) Orpheus
- (3362) Khufu
- (3554) Amun
- (3671) Dionysus
- (3752) Camillo
- (3753) Cruithne
- (3838) Epona
- (4015) Wilson-Harrington
- (4034) 1986 PA
- (4179) Toutatis
- (4183) Cuno
- (4197) 1982 TA
- (4257) Ubasti
- (4341) Poseidon
- (4450) Pan
- (4486) Mithra
- (4544) Xanthus
- (4581) Asclepius
- (4660) Nereus
- (4769) Castalia
- (4953) 1990 MU
- (5011) Ptah
- (5131) 1990 BG
- (5143) Heracles
- (5189) 1990 UQ
- (5381) Sekhmet
- (5496) 1973 NA
- (5590) 1990 VA
- (5604) 1992 FE
- (5645) 1990 SP
- (5660) 1974 MA
- (5693) 1993 EA
- (5731) Zeus
- (5786) Talos
- (5828) 1991 AM
- (6037) 1988 EG
- (6047) 1991 TB1
- (6053) 1993 BW3
- (6063) Jason
- (6239) Minos
- (6455) 1992 HE
- (6489) Golevka
- (6611) 1993 VW
- (7025) 1993 QA
- (7092) Cadmus
- (7335) 1989 JA
- (7341) 1991 VK
- (7350) 1993 VA
- (7482) 1994 PC1
- (7753) 1988 XB
- (7822) 1991 CS
- (7888) 1993 UC
- (7889) 1994 LX
- (8014) 1990 MF
- (8035) 1992 TB
- (8176) 1991 WA
- (8201) 1994 AH2
- (8507) 1991 CB1
- (8566) 1996 EN
- (9058) 1992 JB
- (9162) 1987 OA
- (9202) 1993 PB
- (9856) 1991 EE
- (10115) 1992 SK
- (10145) 1994 CK1
- (10165) 1995 BL2
- (10563) Izhdubar
- (10636) 1998 QK56
- (11066) Sigurd
- (11311) Peleus
- (11405) 1999 CV3
- (11500) 1989 UR
- (11885) 1990 SS
- (12538) 1998 OH
- (12711) 1991 BB
- (12923) 1999 GK4
- (13651) 1997 BR
- (14827) Hypnos
- (16816) 1997 UF9
- (16834) 1997 WU22
- (16960) 1998 QS52
- (17181) 1999 UM3
- (17182) 1999 VU
- (17188) 1999 WC2
- (17511) 1992 QN
- (20236) 1998 BZ7
- (20425) 1998 VD35
- (20429) 1998 YN1
- (20826) 2000 UV13
- (22099) 2000 EX106
- (22753) 1998 WT
- (22771) 1999 CU3
- (23187) 2000 PN9
- (24443) 2000 OG
- (24445) 2000 PM8
- (24761) Ahau
- (25143) Itokawa
- (25330) 1999 KV4
- (26379) 1999 HZ1
- (26663) 2000 XK47
- (27002) 1998 DV9
- (29075) 1950 DA
- (30825) 1990 TG1
- (30997) 1995 UO5
- (31662) 1999 HP11
- (31669) 1999 JT6
- (33342) 1998 WT24
- (35107) 1991 VH
- (35396) 1997 XF11
- (35670) 1998 SU27
- (36236) 1999 VV
- (36284) 2000 DM8
- (37638) 1993 VB
- (37655) Illapa
- (38086) 1999 JB
- (38239) 1999 OR3
- (40267) 1999 GJ4
- (41429) 2000 GE2
- (42286) 2001 TN41
- (52340) 1992 SY †
- (52750) 1998 KK17
- (52760) 1998 ML14
- (52762) 1998 MT24
- (53319) 1999 JM8
- (53409) 1999 LU7
- (53426) 1999 SL5
- (53429) 1999 TF5
- (53550) 2000 BF19
- (53789) 2000 ED104
- (54509) 2000 PH5
- (55408) 2001 TC2
- (55532) 2001 WG2
- (65679) 1989 UQ
- (65690) 1991 DG
- (65717) 1993 BX3
- (65733) 1993 PC
- (65803) Didymos
- (65909) 1998 FH12
- (66008) 1998 QH2
- (66063) 1998 RO1
- (66146) 1998 TU3
- (66253) 1999 GT3
- (66391) Moshup
- (66400) 1999 LT7
- (67381) 2000 OL8
- (67399) 2000 PJ6
- (68216) 2001 CV26
- (68267) 2001 EA16
- (68346) 2001 KZ66
- (68347) 2001 KB67
- (68348) 2001 LO7
- (68372) 2001 PM9
- (68548) 2001 XR31
- (68950) 2002 QF15
- (69230) Hermes
- (85182) 1991 AQ
- (85236) 1993 KH
- (85585) 1998 FG2
- (85640) 1998 OX4
- (85713) 1998 SS49
- (85770) 1998 UP1
- (85774) 1998 UT18
- (85818) 1998 XM4
- (85938) 1999 DJ4
- (85953) 1999 FK21
- (85989) 1999 JD6
- (85990) 1999 JV6
- (86039) 1999 NC43
- (86450) 2000 CK33
- (86666) 2000 FL10
- (86667) 2000 FO10
- (86819) 2000 GK137
- (86829) 2000 GR146
- (86878) 2000 HD24
- (87024) 2000 JS66
- (87025) 2000 JT66
- (87309) 2000 QP
- (87311) 2000 QJ1
- (87684) 2000 SY2
- (88213) 2001 AF2
- (88254) 2001 FM129
- (88710) 2001 SL9
- (88959) 2001 TZ44
- (89136) 2001 US16
- (89958) 2002 LY45
- (89959) 2002 NT7
- (90075) 2002 VU94
- (90147) 2002 YK14
- (90367) 2003 LC5
- (90403) 2003 YE45
- (90416) 2003 YK118